# 美愛
美愛（みちか、1991年11月11日 - ）は、日本の元グラビアアイドル。大阪府出身。ソウルメイトに所属していた。

## 経歴
2005年11月24日にファーストDVDが発売された。発売を発表すると問い合わせが殺到したため急遽、記念イベントが行われた。2年弱の活動中、何枚かのDVDを残した。
公式ブログの更新が2007年4月15日で止まる。同年11月25日付けの同ブログで、引退したことを公表した。

## 作品

### 新聞・雑誌
- ナイスポ(2005年10月20日号). ナイタイ出版. 2005
- 週刊プレイボーイ(2005年12月6日号). 集英社. 2005
- 週刊プレイボーイ(2005年12月27日号). 集英社. 2005
- moecco vol.2. マイウェイ出版. 2006年5月25日
- スーパー写真塾(2006年5月号). コアマガジン. 2006

### DVD
- 爆乳っ娘 美愛ちゃん（2005年11月24日、イーネットフロンティア）
- 13H（2006年2月17日、イーネットフロンティア）
- ぷるるん中学生日記～彼方からの招待状～（2006年4月28日、日本メディアサプライ）※オムニバス
- 中学生チャンネルVol.3（2006年5月29日、スパークビジョン）
- 清純いもうと倶楽部 vol.11（2006年6月30日、アイマックス）※オムニバス
- Hcup 美愛（2006年7月26日、ビーエムドットスリー）
- おむねをプルン（2006年10月20日、サイバーピクチャーズ）
- 美愛14歳 Moon Princess（2006年12月8日、サイバーピクチャーズ）
- 美愛14才／「Beauty Magic」～爆乳Hカップのフルアングル（2007年3月20日、ウィズ・エンタープライズ）
- JC美巨乳 コレクション (マーレーインターナショナル、2013年6月23日) JAN 4560210083461

## その他
趣味・特技は歌唱および絵画。